# Deuda externa de España

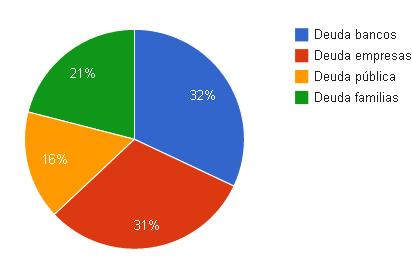
Composición de la Deuda externa (pública + privada) de España en 2012: bancos 32%, empresas 31%, familias 21%, pública 16%. Fuente: Plataforma Auditoría Ciudadana de la Deuda.

La deuda externa de España es la suma de las deudas externas, tanto de la deuda externa privada como de la deuda pública, que tiene España con entidades o instituciones extranjeras.

## Composición de la deuda externa española
La deuda externa española es la suma de la deuda pública de España -la contraída o asumida por el Estado- y  la deuda privada de España -la contraída por particulares: bancos, empresas y familias-.
La composición de la Deuda externa de España en 2012 es la siguiente: deuda externa pública: 16%; deuda externa privada:84% (bancos 32%, empresas 31%, familias 21%)
En octubre de 2013 la deuda privada y pública española alcanzó el 323% del PIB, 3,30 billones de euros.

## Objetivo de la deuda externa

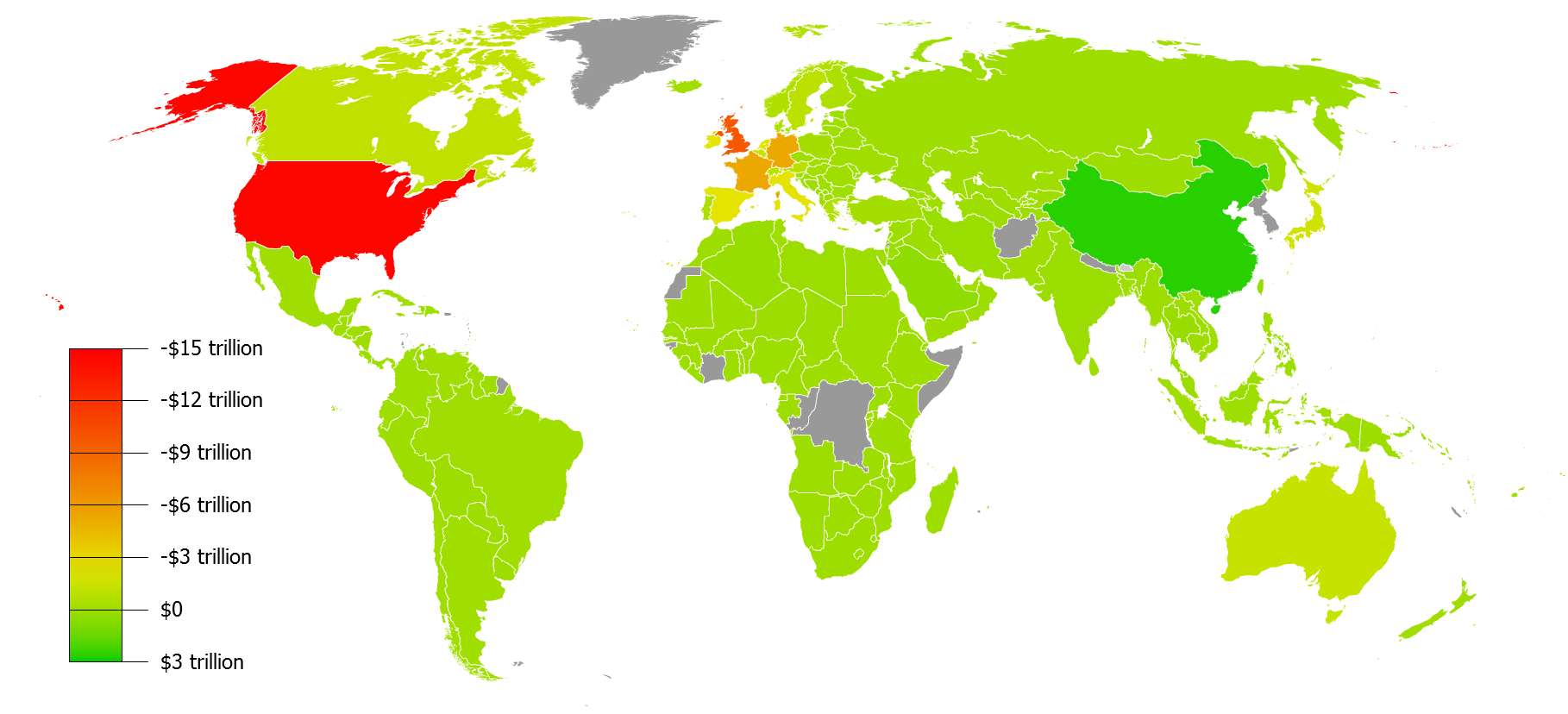
Mapa de países por reservas en moneda extranjera y oro menos la deuda externa sobre la base de datos de 2010 la CIA Factbook

El principal argumento para que un país contraiga una deuda es que teóricamente permite conservar los recursos propios y recibir recursos ajenos para explotar, procesar o producir nuevos bienes y servicios. Sin embargo, se vuelve un problema cuando dicho dinero no se utiliza en aquello para lo que fue solicitado, cuando se usa de manera ineficiente o cuando las condiciones de devolución se endurecen (principalmente a causa de anteriores incumplimientos del deudor).

## La deuda externa en España
En España, según la Red Ciudadana por la Abolición de la Deuda Externa, la deuda era de 68.000 millones de dólares en 1970. En una década, la deuda creció hasta 577.000 millones de dólares, aunque aún era asumible si se hubieran mantenido los términos en los que fue contratada.
En los años ochenta, recordados como la década perdida para el desarrollo, la deuda se convirtió en impagable y alcanzó tales proporciones que se convirtió en uno de los principales obstáculos para el progreso. En esa década, los países en desarrollo pagaron una factura del orden de un billón trescientos mil millones de dólares en concepto de pago del servicio de la deuda.
Con el problema de la deuda externa tras la macro campaña de presión emprendida entre 1998 y 2000 ha pasado algo parecido a lo sucedido con el 0,7%. Los logros conseguidos, muy parciales y más encaminados a lavar la imagen ante la opinión pública que a una reforma de calado, han provocado una mezcla de escepticismo y resignación entre la ciudadanía.
Por otro lado, tras el atentado del 11 de septiembre a las Torres Gemelas de Nueva York, la coyuntura internacional en la que Estados Unidos aspira a reforzar su hegemonía ha difuminado la visibilidad del problema de la deuda externa. También existe la opinión de que la condonación de la deuda a medio o incluso a corto plazo sería inútil, pues las naciones volverían a endeudarse. Como se ha comentado más arriba la opinión de Marc Reffinot, algo parecido ya sucedió en la década de los 30 y, pese a ello, se olvidó unos cuarenta años después.[cita requerida]
Sin embargo, nuevos enfoques como el análisis de la deuda ecológica del Norte con el Sur se han ido incorporando como parte de un argumentario más amplio que conecta con la sostenibilidad medioambiental y la exigencia de cambios en la globalización, con movimientos sociales cada vez menos estancos y más interconectados.
En todo caso, perviven diferentes organizaciones que se han constituido en observatorios de vigilancia y examinan de cerca el estado de la cuestión, que dista mucho de haberse solucionado. En el caso español, a finales de enero de 2003, Cáritas, Intermón Oxfam y el Observatorio de la Deuda en la Globalización presentaron en Porto Alegre un informe con propuestas para avanzar denunciando "la parálisis" del ejecutivo español ante este asunto.

## Deuda odiosa
Existe también el concepto de Deuda odiosa, aplicado por primera vez en 1898 para establecer como ilegítima la deuda que Filipinas tenía con España, una vez que España había sido derrotada y perdido su colonia frente a Estados Unidos.
La doctrina de deuda odiosa significa que un pueblo no es responsable de la deuda en que hayan incurrido gobernantes impuestos por la fuerza. Esta doctrina está presente en la discusión de la deuda externa de algunos estados donde la deuda externa ha sido engrosada por dictaduras y gobiernos no representativos, con fines de enriquecimiento personal o corporativo o para la represión social y política. Tal es el caso en la República Argentina.
En 1927, Alexander Sack, profesor de derecho internacional, definía en estos términos la deuda execrable:

Si un poder despótico incurre en una deuda no por las necesidades o los intereses del Estado sino para otorgar mayor fuerza a su régimen despótico, para reprimir a la población que se le enfrenta, etc., esta deuda es odiosa para la población de todo ese país.

El economista Jeff King, luego de aclarar que no es "su" definición sino un resumen de todo cuanto leyó acerca de la deuda execrable u odiosa, la define con precisión:

Deudas odiosas son aquellas contraídas contra los intereses de la población de un país y con el completo conocimiento del acreedor.

## Movimiento por la abolición de la deuda

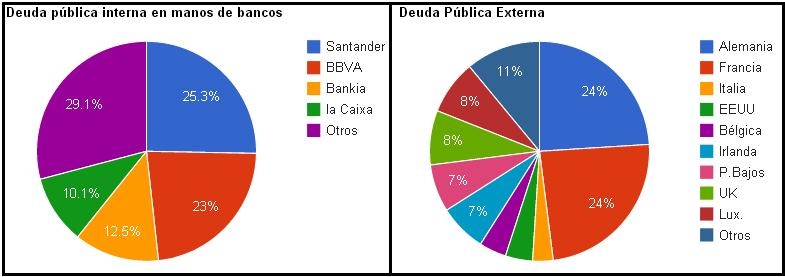
Acreedores de la deuda pública española, 2012, Plataforma Auditoría Ciudadana de la Deuda (PACD)

A partir de los años noventa creció a escala internacional un importante movimiento a favor de la abolición de la deuda externa, ligado al ascenso del movimiento antiglobalización. Uno de sus momentos álgidos fue durante la cumbre del G8 de Birmingham en 1998. Desde entonces el movimiento por la abolición de la deuda ha estado presente en las actividades del movimiento antiglobalización y en el Foro Social Mundial. En 2008, diez años después de la cumbre de Birmingham, a modo de balance de la trayectoria del movimiento, la autora y activista antiglobalización Esther Vivas señaló que: “las protestas contra la deuda consiguieron algunos avances, especialmente, en el terreno de lo simbólico y en la percepción que la sociedad tenía de esta problemática. En los países acreedores, se difundieron las causas y las consecuencias de su pago y los vínculos con la pobreza. Mientras que en los países deudores, se puso énfasis en la responsabilidad de las instituciones internacionales en la generación y el mantenimiento de esta deuda. Sin embargo, en el terreno institucional, más allá de situar la cuestión de la deuda en la agenda política, los cambios conseguidos fueron muy pocos."